# Philippe Besson
Philippe Besson (Barbezieux-Saint-Hilaire, Charente, 29 de enero de 1967) es un escritor francés.

## Biografía
Phillippe Besson se licenció en Derecho. En 1999 apareció su primera novela, En l'absence des hommes, un relato en el que utiliza a Marcel Proust como personaje central y con el que ganó el premio Emmanuel Roblès. La segunda novela de Besson, Son frère, fue seleccionada para el Prix Femina y adaptada al cine por Patrice Chéreau en 2003. La cinta ganó el Oso de Plata en el Festival de Cine de Berlín.

## Obras
- En l'absence des hommes, Éditions Julliard, 2001.
- Son freré, Julliard, 2001
- L'arrière saison, Julliard, 2002
- Un garçon d'Italie, Julliard, 2003.
- Les Jours frágiles, Julliard, 2004.
- Un instant d'abandon; Julliard, 2005.
- Se resoudre aux adieux. Julliard, 2007.
- Une bonne raison de ser tuer, Julliard, 2012.
- Arrête avec tes mensonges, París, Julliard, 2017.
- Un personnage de roman - Macron par Besson, French and European Publications Inc., 2017.
- Un certain Paul Darrigrand. París, Julliard, 2019. ISBN 979-10-366-0265-8
- Dîner à Montréal. París, Julliard, 2019. ISBN 978-2-260-05317-0
- Le Dernier Enfant. París, Julliard, 2021. ISBN 978-2260054672
- Paris-Briançon. París, Julliard, 2022. ISBN 978-2260054672
- Ceci n'est pas un fait divers. París, Julliard, 2023. ISBN 978-2260055372
- Un soir d'été. París, Julliard, 2024. ISBN 978-2260055808